# Збірна Каталонії з футболу
Збі́рна Катало́нії з футбо́лу — офіційна футбольна збірна автономного співтовариства Каталонія у складі Іспанії. Його організатором є Федерація футболу Каталонії.

## Історія
Команда відома під різними назвами, включаючи Selecció Catalana, Selecció de Barcelona і Catalan XI. Каталонія не є афілійованим членом ФІФА або УЄФА, тому команда не бере участі в чемпіонатах світу чи Європи. Замість цього, каталонці, основне населення іспанській провінції Каталонія, є іспанськими громадянами і мають право грати за збірну Іспанії, багато з них стали відомими гравцями червоної фурії, наприклад Карлес Пуйоль та Хаві Ернандес. Каталонія намагається приєднатися до УЄФА, пославшись на те, що Велику Британію представляють збірні Англії, Шотландії, Уельсу та Північної Ірландії, які мають членство у ФІФА та УЄФА, але отримує відмову через протидію Іспанської федерації. Однак з 1904 року команда зіграла майже 200 ігор з різними національними, регіональними та клубними командами. Починаючи з 1997 року вони грають міжнародні ігри на більш регулярній основі. З листопада 2009 року по 2013 рік збірну очолював Йоган Кройф.